# Devreč
Devreč (cirill betűkkel Девреч) település Szerbiában, a Raškai körzet Tutini községében.

## Népesség
- 1948-ban 165 lakosa volt.
- 1953-ban 187 lakosa volt.
- 1961-ben 190 lakosa volt.
- 1971-ben 147 lakosa volt.
- 1981-ben 146 lakosa volt.
- 1991-ben 132 lakosa volt.
- 2002-ben 106 lakosa volt, akik mindannyian bosnyákok.